# Enrique Triverio
Enrique Luis Triverio (ur. 31 grudnia 1988 w Aldao) – argentyński piłkarz występujący na pozycji napastnika, obecnie zawodnik meksykańskiej Toluki.

## Kariera klubowa
Triverio rozpoczynał swoją karierę piłkarską jako dziewiętnastolatek w trzecioligowym zespole Unión de Sunchales, którego barwy reprezentował bez większych sukcesów przez trzy sezony, bezskutecznie walcząc o promocję na zaplecze najwyższej klasy rozgrywkowej. W lipcu 2011, wskutek udanych występów, przeniósł się do drugoligowej ekipy Gimnasia y Esgrima de Jujuy, gdzie z kolei zanotował rozczarowujący sezon – mimo regularnej gry ani razu nie wpisał się na listę strzelców, po czym powrócił na trzeci poziom rozgrywek, zasilając klub Juventud Antoniana z miasta Salta. Tam również spędził rok, tym razem jako najskuteczniejszy gracz ekipy, co zaowocowało transferem do grającej w pierwszej lidze drużyny Argentinos Juniors ze stołecznego Buenos Aires. W argentyńskiej Primera División zadebiutował 2 sierpnia 2013 w przegranym 1:3 spotkaniu z Godoy Cruz, pierwszą bramkę strzelił natomiast 2 listopada tego samego roku w wygranej 4:0 konfrontacji z Olimpo. Wobec słabych występów opuścił jednak klub już po sześciu miesiącach.
Wiosną 2014 Triverio został zawodnikiem drugoligowego, stołecznego zespołu Defensa y Justicia, z którym na koniec sezonu 2013/2014 awansował do najwyższej klasy rozgrywkowej. Sam pełnił jednak raczej marginalną rolę w ekipie, wobec czego bezpośrednio po promocji dołączył do drugoligowego Uniónu de Santa Fe. Tam z kolei z miejsca został kluczowym graczem formacji ofensywnej i najlepszym strzelcem ekipy, tworząc skuteczny duet atakujących z Claudio Guerrą. Już w pierwszym sezonie – 2014 – zanotował z Uniónem awans do Primera División, a tam kontynuował świetną passę, dołączając do grona najskuteczniejszych zawodników ligi argentyńskiej. W lipcu 2015 przeszedł do meksykańskiego Deportivo Toluca, podpisując z nim trzyletnią umowę. W tamtejszej Liga MX zadebiutował 25 lipca 2015 w wygranym 1:0 meczu z Tigres UANL, kiedy to strzelił również gola.
| Sezon     | Klub                        | Kraj      | Rozgrywki          | Mecze | Bramki |
| --------- | --------------------------- | --------- | ------------------ | ----- | ------ |
| 2008/2009 | Unión de Sunchales          | Argentyna | Torneo Argentino A |       | 3      |
| 2009/2010 | Unión de Sunchales          | Argentyna | Torneo Argentino A |       | 7      |
| 2010/2011 | Unión de Sunchales          | Argentyna | Torneo Argentino A |       | 4      |
| 2011/2012 | Gimnasia y Esgrima de Jujuy | Argentyna | Primera B Nacional | 24    | 0      |
| 2012/2013 | Juventud Antoniana          | Argentyna | Torneo Argentino A | 33    | 10     |
| 2013/2014 | Argentinos Juniors          | Argentyna | Primera División   | 11    | 1      |
| 2013/2014 | Defensa y Justicia          | Argentyna | Primera B Nacional | 15    | 2      |
| 2014      | Unión de Santa Fe           | Argentyna | Primera B Nacional | 20    | 8      |
| 2015      | Unión de Santa Fe           | Argentyna | Primera División   | 12    | 9      |
| 2015/2016 | Deportivo Toluca            | Meksyk    | Liga MX            |       |        |